# Tom Ford
Thomas Carlyle "Tom" Ford (Austin, Texas, 27 d'agost del 1961) és un dissenyador de moda, director de cinema, guionista i productor cinematogràfic estatunidenc. L'any 2006 va llançar la seva marca de luxe homònima, havent treballat prèviament com a director creatiu a Gucci i Yves Saint Laurent. Ford va dirigir les pel·lícules nominades a l'Oscar, A Single Man (2009) i Animals Nocturns (2016).

## Biografia
Els seus pares Tom Ford i Shirley Burton, eren agents immobiliaris. Va passar la seva infantesa en els suburbis de Houston, Texas, i a Sant Marcos, als afores d'Austin. La seva família es va mudar a Santa Fe, Nou Mèxic quan tenia 11 anys. Estudia a la Michael's High School i a la Santa Fe Preparatory School, de la qual es va graduar al juny del 1979.
A l'edat de 16 anys, es matricular en el Bard College at Simon's Rock, però ràpidament va abandonar l'escola. Es va traslladar a la ciutat de Nova York per estudiar història de l'art a la Universitat de Nova York però abandonà la universitat després d'un any, centrant-se a actuar en anuncis de televisió.
Viure a Manhattan li va permetre experimentar de primera mà el glamour i la decadència de l'era “disco”. L'any 1982 es va mudar a California on va viure sol a l'oest de Hollywood treballant com a actor a espots publicitaris de televisió, però no va encaixar en el cànon de Califòrnia, així que va començar a estudiar arquitectura bioclimàtica a l'Otis-Parsons de Los Angeles, interessat en arquitectura i disseny d'interiors. El 1983 va ser acceptat a la Parsons School of Design de Nova York, i va estudiar a la Parsons School de París durant els dos anys següents. En els sis mesos següents, va realitzar una estage d'empresa a l'oficina de Chloé, en el departament de premsa, la qual cosa va ser crucial per a la seva orientació professional cap al disseny de moda.

## Carrera a la moda

### Inicis
Quan va ser entrevistat per a nous llocs de treball després de graduar-se, Ford va dir que havia assistit a la Parsons New School, però va ocultar que es va graduar en arquitectura, i que el seu treball a Chloé era un lloc de relacions públiques de baix nivell. Malgrat la seva falta d'experiència en moda, Ford va trucar a la dissenyadora nord-americana Cathy Hardwick tots els dies durant un mes amb l'esperança d'aconseguir un treball en la seva companyia de roba esportiva. Hardwick finalment va accedir a entrevistar-lo. Més tard va recordar l'incident: "Tenia tota la intenció de no donar-li cap esperança. Li vaig preguntar qui eren els seus dissenyadors europeus favorits. Va dir: "Armani i Chanel". Mesos després li vaig preguntar per què em va dir això, i em va dir: "Perquè portaves un Armani posat". És d'estranyar que hagi aconseguit el treball?" Ford va treballar com a assistent de disseny per Hardwick durant dos anys.
L'octubre del mateix any, mentre Tom recollia unes mostres per Hardwick, va conèixer a Richard Burckley, la seva parella actual.
L'any 1988 Ford va passar a treballar a la marca Perry Ellis, on va conèixer tant a Robert McDonald, president de la companyia, com a Marc Jacobs, el seu dissenyador. Va treballar en l'empresa durant dos anys, però es va cansar de treballar a la moda americana. En una entrevista posterior a The New York Times va comentar: "Si alguna vegada anava a convertir-me en un bon dissenyador, havia d'anar-me'n dels Estats Units. La meva pròpia cultura m'inhibia. Massa estil als Estats Units és de mal gust: ha menyspreat ser massa elegant. Els europeus, en canvi, aprecien l'estil".
En aquell moment, la casa de moda italiana Gucci lluitava pel seu finançament i buscava reforçar la presència de la moda femenina com a part d'una renovació de marca. Dawn Mello, directora creativa de l'empresa, va dir: "Ningú somiaria amb vestir a Gucci". L'any 1990 Mello va contractar a Ford com a cap de disseny de prêt-à-porter femení i Ford es va mudar a Milà. "Estava parlant amb molta gent i la majoria no volia el treball", va dir Mello. "Per a un dissenyador americà mudar-se a Itàlia per unir-se a una companyia que estava lluny de ser una marca hauria estat molt arriscat." Ford i el seu soci de tota la vida, el periodista de moda Richard Buckley, es van traslladar a Milà al setembre.
El paper de Ford a Gucci va guanyar pes amb rapidesa; en sis mesos estava dissenyant roba per a home i, poc després, sabates. Quan Richard Lambertson va deixar el càrrec de director de disseny el 1992, Ford va assumir el seu càrrec, al capdavant de la línia de roba, fragàncies, imatge, publicitat i disseny de les botigues de la marca. L'any 1993, quan es va encarregar de dissenyar onze línies de producte, Ford va treballar divuit hores diàries. Durant aquests anys, va haver-hi tensions creatives entre Ford i Maurizio Gucci, president i propietari del 50% de la companyia. Segons Mello,"Maurizio sempre va voler que tot fos rodó i marró, i Tom va voler fer-ho quadrat i negre". Encara que Maurizio Gucci va voler acomiadar a Ford, Domenico De Sole va insistir que es quedés. No obstant això, el treball de Ford a principis dels anys 90 va estar principalment entre bastidors; les seves contribucions a Gucci van ser eclipsades per les de Mello, que era la cara pública de la companyia.

### Director creatiu de Gucci i Saint Laurent
L'any 1994 Ford va ser ascendit a Director Creatiu de Gucci. En el seu primer any al capdavant, va introduir els hipsters de vellut estil Halston, camises de setí estretes i botes metàl·liques. El 1995 va portar a l'estilista francesa Carine Roitfeld i al fotògraf Mario Testino per crear una sèrie de noves campanyes publicitàries per a l'empresa. Entre 1995 i 1996 les vendes de Gucci van augmentar un 90%. El 1999, la casa Gucci, que estava gairebé en fallida quan Ford s'hi va unir, estava valorada en més de 4.000 milions de dòlars.
Quan Gucci va adquirir Yves Saint-Laurent (YSL) el 1999, Ford va ser nomenat Director Creatiu d'aquesta marca. Saint-Laurent no va ocultar el seu descontentament amb els dissenys de Ford, afirmant: "El pobre home fa el que pot". Durant el seu temps com a director creatiu d'YSL, Ford va guanyar nombrosos premis Council of Fashion Designers of America. Igual que el seu treball a Gucci, Ford va ser capaç de fer que la casa de moda clàssica tornés al corrent dominant.
Les seves campanyes publicitàries per a les fragàncies d'YSL "Opium" (amb una Sophie Dahlpèl pellroja completament despullada amb un collaret i talons d'agulla en una posi sexualment suggestiva) i "M7" (amb Samuel de Cubber, campió d'arts marcials en una nuesa frontal completa) van ser polèmiques i provocatives.
A l'abril de 2004, Ford es va separar del grup Gucci després que ell i el CEO Domenico de Sole, soci de Ford en l'èxit de Gucci, no van arribar a un acord amb el cap de Pinault Printemps Redoute sobre el control artístic del grup. Des de llavors s'ha referit a aquesta experiència com a "devastadora" i com una "crisi de mitjana edat" perquè "ho havia posat tot durant quinze anys". Quan Ford va deixar el grup el 2004, Gucci estava valorat en 10.000 milions de dòlars. Quatre persones van ser contractades per fer-se càrrec de la feina de Ford.

### La marca Tom Ford
Després de deixar Gucci, Ford va llançar el 2006 una línia de roba d'home, bellesa, ulleres i accessoris, batejada amb el seu nom. Dominico De Sole es va convertir en president del segell Tom Ford. Ford va descriure "el client Tom Ford" com a internacional, culte, ben viatjat i posseïdor d'ingressos disponibles. Per a les dones, va agregar "dones fortes,... dones intel·ligents que coneixen el seu propi estil".

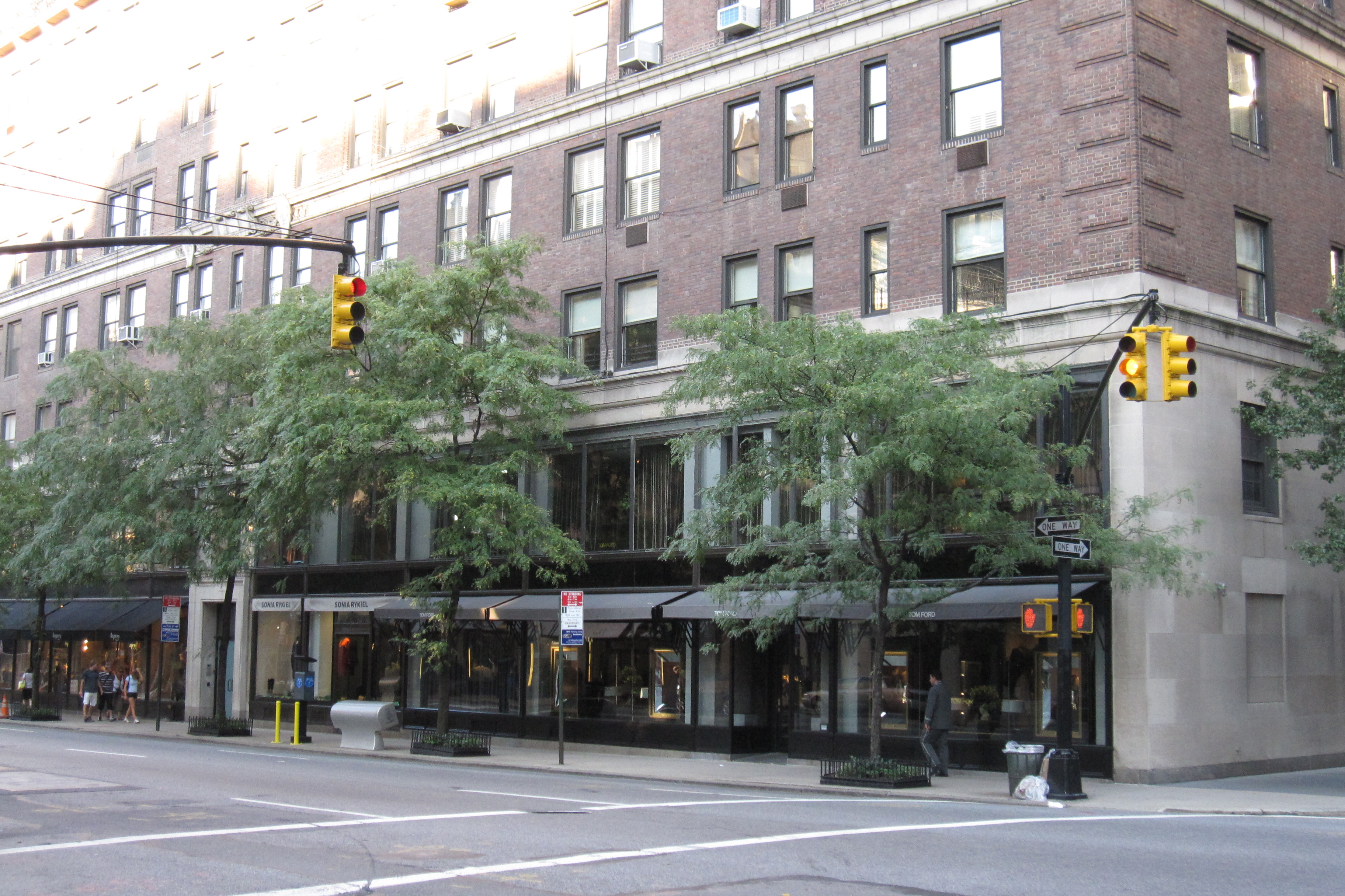
Botiga de Tom Ford a Nova York

Michelle Obama va vestir un vestit de nit d'ivori dissenyat per Ford per anar al Palau de Buckingham el 2011. Ford també ha vestit a Beyoncé, Jennifer López, Gwyneth Paltrow, Anne Hathaway, Daniel Craig, Tom Hanks, Johnny Depp, Ryan Gosling, Will Smith, Julianne Moore, Hugh Jackman, Jon Hamm i Henry Cavill. Ford va dissenyar els vestits de Daniel Craig pels seus tres últimes pel·lícules de James Bond: Quàntum of Solace, Skyfall i Spectre.

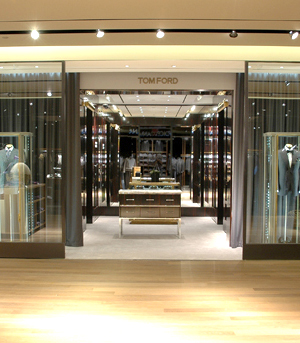
Entrada de la botiga de Toronto

L'any 2013 Tom Ford va ser esmentat a la cançó de Justin Timberlake "Suit &Tie" que va ser una col·laboració amb Jay Z. Ford va crear els vestits, camises i accessoris pel videomusical "Suit & Tie" que va guanyar un Grammy. Es va dedicar a vestir el 20/20 Experience World Tour de Timberlake, dissenyant més de 600 peces per a la gira. El mateix any, JayZ va llançar una cançó titulada "Tom Ford". La cançó va vendre més d'un milió de còpies i es convertiria en platí certificat.

## Filmografia

### A Single Man
A Single Man és una pel·lícula del 2009 basada en la novel·la del mateix títol de Christopher Isherwood. És la primera pel·lícula dirigida per Tom Ford. La pel·lícula és protagonitzada per Colin Firth, que va ser nominat a un Premi de l'Acadèmia al Millor Actor per la seva interpretació de George Falconer, un professor universitari britànic gai deprimit que viu al sud de Califòrnia durant els anys 60.

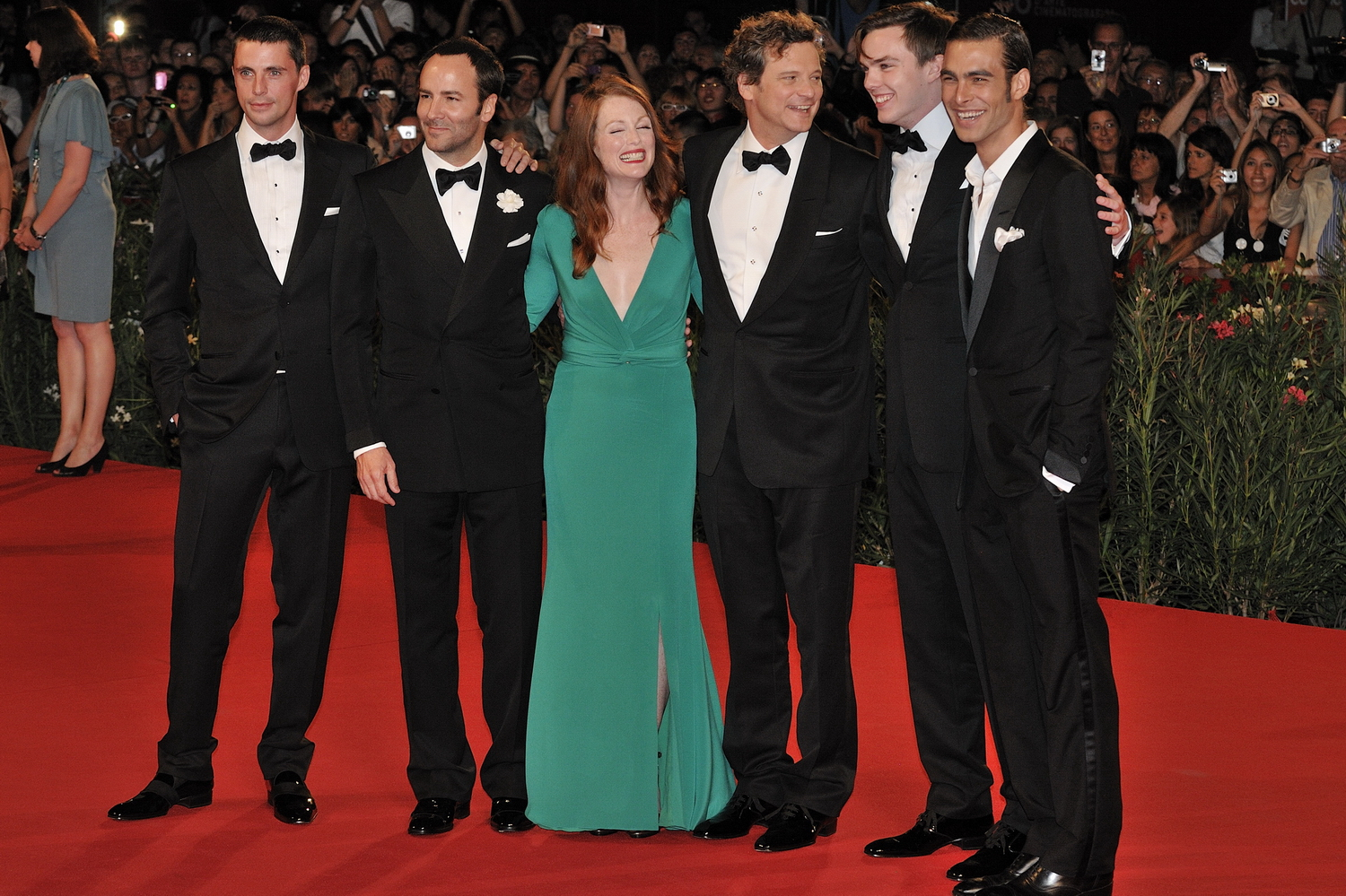
Tom Ford, amb els protagonistes dA Single Man

La pel·lícula es va estrenar l'11 de setembre del 2009, dins el 66è Festival Internacional de Cinema de Venècia on va ser nominat per al premi al Lleó d'Or. Colin Firth va ser guardonat amb la Copa Volpi com a Millor Actor per la seva actuació, va guanyar un premi BAFTA al Millor Actor, va ser nomenat per a un Oscar, i un Globus d'Or.

### Nocturnal Animals
L'any 2015, Ford es va unir a Nocturnal Animals, una adaptació de la novel·la d'Austin Wright "Tony i Susan". La pel·lícula es va estrenar el 2016. Jake Gyllenhaal i Amy Adams van interpretar els papers principals de Tony i Susan, i Michael Shannon, Armie Hammer, Aaron Taylor-Johnson i Illa Fisher van coprotagonitzar-la.

## Vida personal
Al 1986 en una desfilada de moda a Nova York, va conèixer a Richard Buckley periodista i exredactor cap de Vogue Hommes International, amb qui es va casar el 2014. La parella té un fill, Alexander John "Jack" Buckley Ford, nascut al setembre de 2012. La família va viure a Itàlia, on Ford es va mudar des de Nova York el 1990. Ford viu a les seves residències de Los Angeles, Santa Fe i Londres.

### Política
Ford és demòcrata. No va estar d'acord amb la invasió de l'Iraq per part dels Estats Units el 2003, i va afirmar que se sentia "avergonyit de ser nord-americà". El seu comentari va atreure la crítica pública dins dels Estats Units i Ford va organitzar una recaptació de fons per a Barack Obama.
Ford ha advocat pel reconeixement federal del matrimoni entre persones del mateix sexe als Estats Units. En una entrevista de 2009, va dir que preferia el terme societat civil tant per a les parelles del sexe oposat com per a les parelles del mateix sexe, i que es deixés el matrimoni a la religió perquè decidís.

## Premis i Nominacions
- 1995: Premi Internacional – Council of Fashion Designers of America.
- 1997: Les 50 persones més belles per la revista People.
- 1999: Premi Icona d'Estil – Elle Style Awards UK.
- 2000: Millor dissenyador internacional – VH1/Vogue Awards.
- 2000: Fashion Editors Club of Japan Award.
- 2000: British GQ: Premi Internacional a l'Home de l'Any
- 2000: Premi Superstar – Fashion Group International.
- 2001: Dissenyador de Dona de l'Any – Council of Fashion Designers of America.
- 2001: Millor dissenyador de moda – TIME Magazine.
- 2001: Dissenyador de l'Any – GQ USA.
- 2001: Homenatge Especial de la Junta Directiva – Council of Fashion Designers of America.
- 2002: Premi al Dissenyador d'Accessoris de l'Any per Yves Saint-Laurent– Council of Fashion Designers of America.
- 2003: Premi al Mèrit en el Disseny de Moda – Cooper-Hewitt Design Museum's National Design Awards.
- 2004: Rodeo Drive, Premi "Walk of Style"
- 2004: Saló de la Fama de la Llista Internacional dels Millors Vestits.[51]
- 2005: André Leon Talley Lifetime Achievement Award – Savannah College of Art & Design.
- 2006: Accessory Brand Launch – Accessories Council Excellence (ACE) Awards.
- 2007: GLAAD Media Awards – Victor Russo Award.
- 2007: DNR's Person of the Year.
- 2008: Dissenyador d'Home de l'Any – Council of Fashion Designers of America.
- 2009: Festival de Venècia – Lleó d'Or per A Single Man (nominació).
- 2009: Festival de Venècia – Queer Lion for A Single Man.
- 2009: Premis Critics Choice – Best Adapted Screenplay per A Single Man (nominació).
- 2009: Premis Independent Spirit – Best First Screenplay per A Single Man (nominació).
- 2009: Premis Independent Spirit – Best First Feature per A Single Man (nominació).
- 2009: Honored as one of GQ USA's Men of the Year.
- 2009: GQ Germany Man of the Year.
- 2010: GLAAD Media Awards – Outstanding Film Wide Release per A Single Man.
- 2010: Dissenyador d'Home de l'Any– Council of Fashion Designers of America (nominació).
- 2011: La revista Time, en el seu especial Time100, el classifica com la 28a persona més influent del món.[52]
- 2013: Nominat un dels 50 millor vestits de més de 50 anys per The Guardian.[53]
- 2014: Geoffrey Beene Lifetime Achievement Award – CFDA
- 2015: Dissenyador d'Home de l'Any – CFDA
- 2015: Nominat per British GQ's dins dels 50 homes millor vestits de la Gran Bretanya
- 2016: Festival de Venècia – Premi del Gran Jurat per Nocturnal Animals
- 2016: Premi Satellite Autor